# Cephalobyrrhinus lineatus
Cephalobyrrhinus lineatus är en skalbaggsart som beskrevs av Wooldridge 1986. Cephalobyrrhinus lineatus ingår i släktet Cephalobyrrhinus och familjen lerstrandbaggar. Inga underarter finns listade i Catalogue of Life.